# لیگ دسته اول فوتبال ارمنستان ۱۵-۲۰۱۴
فصل ۲۰۱۴–۱۵ لیگ دسته اول فوتبال ارمنستان در ۵ اوت ۲۰۱۴ آغاز شد و در ۳ ژوئن ۲۰۱۵ به پایان رسید.

## جدول لیگ
| رتبه | تیم             | بازی | برد | مساوی | باخت | گل زده | گل خورده | گل تفاضل | امتیاز |
| ---- | --------------- | ---- | --- | ----- | ---- | ------ | -------- | -------- | ------ |
| ۱    | آلاشکرت (C)     | ۲۸   | ۱۹  | ۶     | ۳    | ۸۳     | ۲۷       | ۵۶+      | ۶۳     |
| ۲    | اورارتو         | ۲۸   | ۱۹  | ۳     | ۶    | ۷۳     | ۳۰       | ۴۳+      | ۶۰     |
| ۳    | پیونیک          | ۲۸   | ۱۶  | ۴     | ۸    | ۵۵     | ۳۹       | ۱۶+      | ۵۲     |
| ۴    | آرارات ایروان   | ۲۸   | ۱۱  | ۴     | ۱۳   | ۵۶     | ۶۲       | ۶−       | ۳۷     |
| ۵    | گاندزاسار کاپان | ۲۸   | ۷   | ۶     | ۱۵   | ۳۵     | ۷۷       | ۴۲−      | ۲۷     |
| ۶    | اولیس           | ۲۸   | ۸   | ۲     | ۱۸   | ۴۹     | ۸۶       | ۳۷−      | ۲۶     |
| ۷    | شیراک           | ۲۸   | ۶   | ۸     | ۱۴   | ۳۶     | ۴۹       | ۱۳−      | ۲۶     |
| ۸    | میکا            | ۲۸   | ۶   | ۷     | ۱۵   | ۴۳     | ۶۰       | ۱۷−      | ۲۵     |